# Nova Prațea, Krînîcikî
Nova Prațea (în ucraineană Нова Праця) este un sat în comuna Katerînopil din raionul Krînîcikî, regiunea Dnipropetrovsk, Ucraina.

## Demografie
Componența lingvistică a localității Nova Prațea
     Ucraineană (84,13%)
     Rusă (7,94%)
Conform recensământului din 2001, majoritatea populației localității Nova Prațea era vorbitoare de ucraineană (84,13%), existând în minoritate și vorbitori de rusă (7,94%).